# Сцена Амадео
Клупска позоришно-музичка Сцена Амадео започела је са радом у лето 2000.године у простору атријума Хрватског природњачког музеја (хрв. Hrvatski prirodoslovni muzej) на загребачком Горњем граду, у којем је од 1797. до 1834. године деловало прво загребачко јавно позориште под називом Амадеов театар названо по његовом оснивачу мађарском грофу Антону Амадеу де Варкоњију, великом жупану загребачком. Од 2006. године до 2009. Сцена је деловала у Музеју за уметност и обрт (хрв. Muzeju za umjetnost i obrt). У лето 2010. године Сцена Амадео се враћа у атријум Хрватског природњачког музеја.
Сцена Амадео је већ годинама једина загребачка летња поливалентна сцена чији програм траје током јула, августа и септембра. У просеку, током лета на Сцени Амадео изведе се педесетак позоришних представа, концерата и филмских догађања уз учешће више од двеста реномираних хрватских и страних уметника.

## Програм
Програм Сцене Амадео састоји се од музичког и позоришног дела. У музичком делу програма Сцене Амадео, изводе се концерти класичне музике са посебним нагласком на наступе младих талентованих музичара, џез концерти са афирмисаним хрватским и страним музичарима те концерти етно и популарне музике. У позоришном делу програма изводе се премијерне и репризне камерне позоришне и балетске представе, монодраме те стенд-ап позориште хрватских и страних аутора.
Поред основног програма на Сцени Амадео одвија се и позоришни програм за децу предшколског и школског узраста под називом Мали Амадео, те алтернативна позорница посвећена неконвенционалним и аматерским облицима играних уметности под називом Амадеоф (Amadeoff) фестивал.

### Мали Амадео
У сезони 2011. поново се активира сцена Мали Амадео на којој се викендом одржава разнолики позоришни програм за децу предшколског и основношкослког узраста. Након представе посетиоци могу бесплатно да разгледају музејске збирке Хрватског природњачког музеја.

### Остали програми
У сезонама 2002.-2005. на Сцени Амадео је премијерно изведено 12 дела савремених хрватских композитора.
У сезони 2005. Сцена Амадео приказује позоришни програм за децу предшколског узраста под називом Мали Амадео.
У сезонама 2001. и 2007. Сцена Амадео приказала је избор филмова с Мотовунског филмског фестивала.
Од сезоне 2006. до данас на Сцени Амадео се сваке године изводе дела хрватских композитора камерних састава и оркестра.
Од сезоне 2007. до данас Сцена Амадео сарађује са Јеврејском општином у Загребу у оквиру програма недеља Израела.
У сезони 2010. Сцена Амадео приказала је избор филмова с Фестивала играног филма у Пули.

## Пројекти Сцене Амадео
Смештена у историјски значајном простору Храватског природњачког музеја, Сцена Амадео дала је неколико прилога његовој ревитализацији.
На прочељу зграде Хрватског природњачког музеја у Деметровој улици 14. јуна 2001. Сцена Амадео свечано је открила плочу с историјским загребачким двојезичним називом с почетка 19. века: Kazaliscna Vulicza – Theater Gasse.
Године 2003. Сцена Амадео обнавља запуштени атријум Хрватског природњачког музеја по замисли музејског саветника Јакова Радовичића. У новоуређеном атријуму доминира Каменосписана карта Хрватске састављена од 2500 камених плоча хрватског камена прикупљених ин ситу из целе Хрватске, те се атријум поплочава карактеристичним хрватским каменом. У дворишту је изведен и јединствени геолошки стуб, постављена је подна и бочна расвета по идеји маестра Иве Погорелића, те електрични прикључци рађени за потребе музеја и Сцене Амадео.

## Програмски одбор Сцене Амадео
Утемељивачи Сцене Амадео су: Ненад Јандрић, Рада Внук, Звонимир Зоричић, Божидар Орешковић (1942.-2010), Аугуст Фауленд Хеферер.
Данас Програмски одбор Сцене Амадео чине: Ненад Јандрић (водитељ), Рада Внук, Јаков Јандрић, Аугуст Фауленд Хеферер и Изабела Шимуновић (1970.-2010).

## Попис праизведби дела савремених хрватских композитора
- Станко Хорват (2002) Дах и додир за обоу, кларинет, фагот и клавир
- Санда Мајурец-Заната (2002) Four for two за две виолине
- Берислав Шипуш (2002) Dies irae за лимени дувачки квинтет
- Сања Дракулић (2003) Лимени став за квинтет лимених дувача
- Оља Јеласка (2003) Калеидоскоп за флауту, кларинет, две виолине, виолу и виолончело
- Ивана Киш (2003) Parasah за квартет саксофона
- Младен Тарбук (2004) Четири јахача и два пророка за оргуље и удараљке
- Крешимир Селетковић (2004) Вертиго за дувачки квинтет
- Давор Бобић (2004) Древне загорске фанфаре за квартет тромбона
- Антун Томислав Шабан (2005) Плаво-Црвено-Жуто за сликара (Душко Шибл) и камерни ансабл
- Сања Дракулић (2005) Портрет за Хрватски лимени квинтет
- Дубравко Палановић (2005) Гудачки квартет за сликарку (Изабелу Шимуновић) и гудачки квартет